# Andrej Rozman - Roza
Andrej Rozman Roza, slovenski pesnik, pisatelj, dramatik, igralec in prevajalec, * 25. maj 1955, Ljubljana.

## Življenje
Leta 1978 je pustil študij slovenistike, s prijatelji ustanovil Pocestno gledališče Predrazpadom in v naslednjih letih organiziral vrsto odmevnih gostovanj tujih uličnih gledališč v Ljubljani, s katerimi je premagal strah tedanjih oblasti pred spontanim dogajanjem na ulici. Med letoma 1981 in 1995 je bil vodja alternativnega Gledališča Ane Monro in začetnik improvizacijskih gledaliških tekmovanj v Sloveniji.
Piše parodične in komične pesmi, pravljice in gledališke komedije za otroke in odrasle, predeluje klasična besedila za druge medije, jih prestavlja v sodobnost ali preprosto prevaja. Marca 2003 je ustanovil Rozinteater kot najmanjše možno gledališče. Njegova dela so prisotna v mnogih učbenikih in antologijah (Nasmeh pod solzami, Slovenski smeh, Cvetnik slovenske parodije, Komadi, Drugi komadi, Zlata čebelica,...) Junija 2017 je v vlogi kenguruja napovedal kandidaturo za predsednika Republike Slovenije, vendar ni zbral dovolj podpisov, da bi jo lahko uradno vložil.

## Delo

### Poezija
Za ustvarjanje pesmi se je navdušil že zgodaj. V gimnaziji je bil urednik glasila in predvsem zagrizen modernist. Menil je namreč, da je treba v slovensko književnost vnesti futurizem, dadaizem in nadrealizem. Ko je bila njegova modernistična poezija na vrhuncu in so prvič izšle njegove pesmi za odrasle v zbirki Problemi. Ta zbirka je nato čez 14 let izšla kot poezija za otroke v Kurirčku in tako je postal pesnik za otroke.
Njegov osrednji motiv je ugajati, a biti hkrati pošten in iskren do svojega pogleda na svet. Spreten je predvsem jezikovno. Ta talent prepisuje dednosti in premišljenemu odnosu do jezika. Jezik ima za dejstvo in ne ideal. Pravi, da kaj je prav, ne določajo jezikoslovci, ampak jezik sam, ki se vztrajno razvija, poenostavlja in bogati. Sam skuša ujeti v svoje verze čim bolj resničen jezik neizprosno od vseh papirnatih izrazov in stavčnih skladenj. To počne že zaradi dejstva, da veliko piše za gledališče.

### Proza
V prozi se poslužuje dveh možnosti. Prva je, da staro preizkušeno zgodbo prestavi v nov jezik, v današnji čas in prostor ter ji tako da nov smisel. Drugi način je kombinacija srečnih naključij, ki jih rojeva improvizacija, in prepuščanje nepredvidljivim možnostim, ki jih ponuja jezik.
Sprva ni bil humorist. V njegovih zrelih letih ustvarjanja je pisal resna dela, v katerih je hotel povedati resnico sveta, vendar ta niso bila nikjer objavljena. Zato je poskusil z literarnim branjem, ki ni bilo uspešno, dokler ni vsega poskusil na bolj humoren način.

## Seznam del

### Knjige
- Dvanajst mescev (avtorska slikanica - koledar ilustratorke Marije Lucije Stupica, pesmi k slikam: A. Rozman Roza), 1983, 2021?
- S smetano nad jagode (pesmi in kratka proza, zbirka Rob, Lipa 1989)
- Od talija do torija (besedila za Gledališče Ane Monro, ZKOS 1991)
- Rimanice za predgospodiče (pesmi za otroke, DZS 1993)
- Mihec, duh in uganka (pesnitev za otroke (MK, 1996)
- Je že vredu mama (pesmi, KUD France Prešeren 1997)
- Skrivnost špurkov (fiktivna povest za otroke, MK 1997)
- Črvive pesmi (čebelica, MK 1998)
- Krava, ki jo je pasel Mihec (čebelica, MK 1999)
- Josip Vandot: Kekec in Pehta (priredba za slikanico, MK 2000)
- Mali rimski cirkus (pesmi za otroke, MK 2001)
- Balon velikan (pravljica, MK 2001)
- Rdeča žaba, zlat labod (slikanica, Educy 2001)
- Josip Vandot: Kekec in Bedanec (priredba za slikanico, MK 2001)
- Najbolj dolgočasna knjiga na svetu (slikanica, DSLU 2002)
- Uganke (čebelica, MK 2002)
- Josip Vandot: Kekec in Prisank (priredba za slikanico, MK 2002)
- Razmigajmo se v križu (pesmi, CZ 2003)
- Marela (čebelica, MK 2005)
- Tih bot dedi (pesmi, KUD France Prešeren 2005)
- SMS poezija (priloga Pila, MK 2006)
- Mihec gre prvič okrog sveta (slikanica, MK 2006)
- Kako je Oskar postal detektiv/How Oscar Became a Detective (kratke zgodbe za otroke, Sodobnost International 2007)
- Izbrane rozine v akciji:·pesmi za odrasle od 13. leta naprej (2010)
- Urška. Miniaturka (slikanica, 2011)
- Čofli (slikanica, MK 2012)
- Pesmi iz rimogojnice (slikanica, 2013)
- Predpravljice in popovedke, 2015
- Pesmi iz galerije, 2018
- Rimuzine in črkolazen, 2019 (zbirka pesmi in kratkih zgodb)
- O začaranem žabcu, 2019 (slikanica)
- Rozimnica: zgodbe, pesmi in uganke (2021)
- Dvomovinska lirika (2024)

### Prevodi v antologijah
- The Gigantic Balloon (Stories from across the globe, Scholastic 2002)
- I was scared fearless, or: no admittance exept with strong nerves(Tales Growing Up into Secrets,An Anthology of Contemporary Slovene Youth Literature, Litterae Slovenicae 2004)
- Ustrahanka (Priče izrasle u tajne; antologija suvremene slovenske književnosti za djecu i mladeNaklada Mlinarec&Plavić 2006)
- Najubavi bajki. Mladinska knjiga Skopje, Skopje (2011), Kekec in Bedanc - adapt. Andrej Rozman - Roza, Ilustracija Zvonko Čoh, prevod Darko Spasov.

### Uprizorjene gledališke igre
- 1492 ali Ali lahko predvojna striptizeta danes še sploh kaj pokaže (Gledališče Ane Monro,1982)
- Rdeči žarek (Gledališče Ane Monro, 1984)
- Inspector Shwake (Gledališče Ane Monro,1985)
- George Dandin (Gledališče Ane Monro,1986)
- Krst pri Savici (po Prešernu, Gledališče Ane Monro,1987)
- Zlato jabolko (otroška, Gledališče Ane Monro, Plesni teater Ljubljana in CD, 1988)
- Sanremo (Gledališče Ane Monro,1990)
- Tarzan v epizodi Veliki Mrhovinar (Gledališče Ane Monro,1992)
- Zveza rdečelascev (Gledališče Ane Monro,1993)
- Tartif (SMG 1993, r. Vito Taufer)
- Legenda o poldrugem Slovencu (KUD France Kotar Trzin 1993, r. Andrej Zupanc)
- Lenuh Požeruh (otroška, Gledališče Ane Monro in CD,1994)
- Sluga dveh gospodov (po Goldoniju, SLG 1994, r. Franci Križaj)
- Rupert Marovt (KUD France Prešeren 1995)
- Arabella (Café teater 1995, r. Matjaž Pograjc)
- Kabaret Lucy Jordan (Gledališče Ane Monro,1996)
- Pusti otok (Šentjakobsko gledališče 1996)
- Walter Parsifal (otroška, SMG 1997, r. Dario Varga)
- Globoko grlo (KUD France Prešeren 1997)
- Pika (po Astrid Lindgren, SMG 1998, r. Vito Taufer)
- Ulična predstavitev Slovenije (Urad za informiranje RS, Expo 98 Lisbona 1998)
- Sen kresne noči (po Shakespeareju, SMG 1999, r. Vito Taufer)
- Rigoleta (Café teater 1999, r. Branko Djurić)
- Kekec kontra Rožletova banda (KUD France Prešeren 2000)
- Mali rimski cirkus (otroška, KUD France Prešeren 2000)
- Hrestač (dramatizacija, SNG Mb 2000, r. Diego de Brea)
- Hamlet (prevod in priredba, SMG 2001, r. Dario Varga)
- Jamska Ivanka (priredba, SLG 2001, r. Matjaž Loboda)
- Drejček in trije Marsovčki (dramatizacija, PG Kranj 2001, r. Aleš Novak)
- Balon Velikon (otroška, KUD France Prešeren 2002 in Rozinteater 2007*)
- Gensko spremenjeni Prešeren (sam in KUD France Prešeren 2002)
- Kabareté Simplozij (KUD France Prešeren 2002 in Rozinteater 2003*)
- Brucka v Ljubljani (KUD France Prešeren 2002, muzikal)
- Ana Migrena (Šentjakobsko gledališče, 2003, r. Miha Golob)
- Martin Krpan nula tri (KUD France Prešeren in Rozinteater* 2003)
- Obuti maček (Špas teater 2004, r. Vito Taufer)
- Pikec Ježek in Gasilko Jež (Fru-Fru 2004, r. Fru-Fru)
- Janko in Metka (dramatizacija, Mini teater 2004, r. Robert Waltl)
- Obisk – od monodrame do cestnega spetktakla (KUD France Prešeren in Rozinteater* 2004)
- Ivica i Marica (Dječje kazalište Osijek 2005, r. Robert Waltl)
- Kaj se je zgodilo v sobi sto ali nekaj kapljic baldrijana (Grand hotel Union in Kosovelov dom Sežana 2006, r. Gojmir Lešnjak)
- Umor na slavju (Mladinska igralska skupina "Pink rozine" SKD "Jepa-Baško jezero 2006)
- Skopuh – najbolj skopa izvedba (KUD France Prešeren in Rozinteater* 2006)
- Tartif - Naroden Teatar Štip, Makedonija, 2007 - r. Vlado Cvetanovski, dramaturg Darko Spasov
- Ljubljanski vodnik našel Vodnika (2019, hišna predstava Vodnikove domačije z Rozo v vlogi Valentina Vodnika)

### Nagrade
- Zlata ptica 1984 (za delo v gledališču)
- Nagrada Staneta Severja 1986 (za delo v gledališču)
- Levstikova nagrada 1999 (za otroške pesmi)
- Ježkova nagrada 2005
- Župančičeva nagrada 2009
- Nagrada Prešernovega sklada za književnost 2010
- Nagrada večernica (za leto 2019: Rimuzine in črkolazen)
- Levstikova nagrada (2021, za življenjsko delo)